# Tenebrionoidea

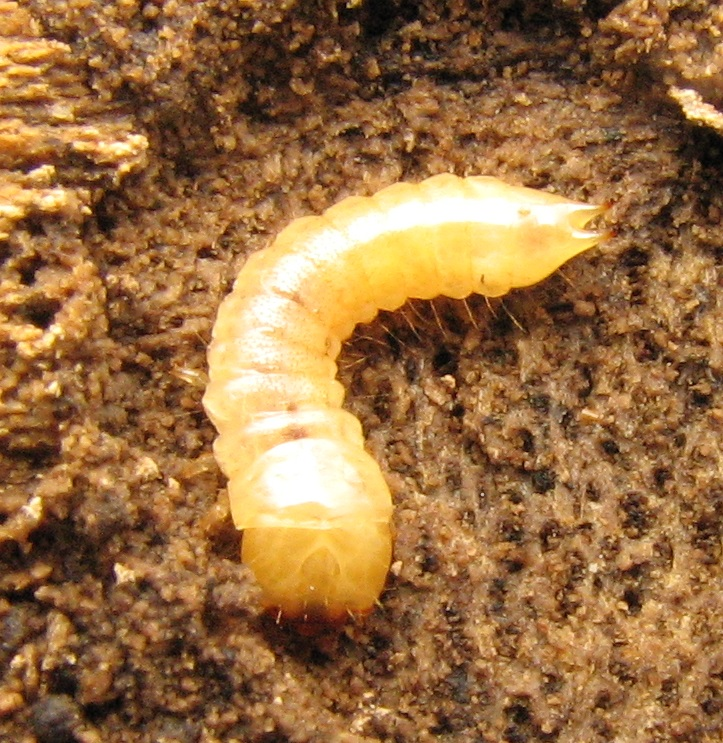
Synchroa punctata larva

Tenebrionoidea é uma superfamília muito grande e diversa de coleópteros da infraordem Cucujiformia.
Geralmente corresponde ao Heteromera de autores mais temporões.
Ele contem as famílias:
- Aderidae Winkler 1927
- Anthicidae Latreille 1819
- †Apotomouridae Bao et al. 2018
- Archeocrypticidae Kaszab 1964
- Boridae C. G. Thomson 1859
- Chalcodryidae Watt 1974
- Ciidae Leach 1819 (= Cisidae)
- Melandryidae Leach 1815
- Meloidae Gyllenhal 1810
- Mordellidae Latreille 1802
- Mycetophagidae Leach 1815
- Mycteridae Blanchard 1845
- Oedemeridae Latreille 1810
- Perimylopidae St. George 1939
- Prostomidae C. G. Thomson 1859
- Pterogeniidae Crowson 1953
- Pyrochroidae Latreille 1807
- Pythidae Solier 1834
- Ripiphoridae Gemminger and Harold 1870 (= Rhipiphoridae)
- Salpingidae Leach 1815
- Scraptiidae Mulsant 1856
- Stenotrachelidae C. G. Thomson 1859 (= Cephaloidae)
- Synchroidae Lacordaire 1859
- Tenebrionidae Latreille 1802
- Tetratomidae Billberg 1820
- Trachelostenidae Lacordaire 1859
- Trictenotomidae Blanchard 1845
- Ulodidae Pascoe 1869
- Zopheridae Solier 1834